# Zbojnícka jaskyňa (Pieniny)
Zbojnícka jaskyňa (pol. Jaskinia Zbójnicka) – jaskinia krasowa w Pieninach na Słowacji.

## Położenie
Jaskinia położona jest w Haligowskich Skałach w Grupie Golicy, wznoszących się od północy nad Haligowcami (powiat Lubowla). Znajduje się pod formacją skalną o nazwie Hrubá skala, którą łatwo poznać dzięki wysokiemu na 5 m skalnemu oknu, znanemu jako Zbojnícka brána. Znajduje się w granicach słowackiego Pienińskiego Parku Narodowego. Nie jest dopuszczona do zwiedzania turystycznego.

## Opis jaskini
Znajduje się na wysokości 780 m n.p.m. Jest jaskinią typu złomiskowo-korozyjnego. Łączna długość wynosi 30 m. Jaskinię tworzy korytarz z dwoma otworami w stropie. Wąski otwór wejściowy prowadzi do sali o maksymalnej wysokości 4,5 m i szerokości 9 m. Ze względu na niewielkie rozmiary i wspomniane dwa otwory mikroklimat jaskini jest zmienny w zależności od panujących warunków w środowisku zewnętrznym; zimą niektóre części jaskini mogą przemarzać.
Od roku 1996 jaskinia jest doraźnie monitorowana pod kątem występowania w niej nietoperzy. W pierwszej dekadzie XXI w. stwierdzono w niej nieregularne hibernowanie jedynie pojedynczych sztuk nocka dużego, mopka zachodniego, gacka brunatnego i podkowca małego.